# 6235 Burney
6235 Burney eller 1987 VB är en asteroid i Solsystemet. Den upptäcktes av de båda japanska astronomerna Seiji Ueda och Hiroshi Kaneda i Kushiro den 14 november 1987. Den är namngiven efter Venetia Burney (1918–2009), den 11-åriga brittiska flickan som 1930 föreslog namnet på Pluto.

### Fotnoter
1. 1 2  ”Minor Planet Center 6235 Burney” (på engelska). Minor Planet Center. https://www.minorplanetcenter.net/db_search/show_object?object_id=6235. Läst 11 augusti 2019.
2. 1 2  Minor Planet Center Queries, uppdaterad 29 januari 2022.
3. ↑  ”Discovery Circumstances: Numbered Minor Planets (5001)-(10000)” (på engelska). MPC Database. IAU Minor Planet Center. https://www.minorplanetcenter.net/iau/lists/NumberedMPs005001.html. Läst 3 september 2015.
4. ↑  JPL Small-Body Database Browser, hämtdatum: 2 september 2015